# Тыщенко, Антон Викторович
Антон Викторович Тыщенко (род. 29 февраля 1988) — украинский дзюдоист, чемпион и призёр чемпионатов Украины. С 2014 года выступает за Россию. В связи с санкциями его участие в международных соревнованиях исключено. Призёр чемпионатов России, мастер спорта России. Выступает за клуб «Динамо» (Севастополь). Его наставником является В. Л. Кондратов.

## Спортивные результаты
- Чемпионат Украины по дзюдо 2009 года — ;
- Чемпионат Украины по дзюдо 2010 года — ;
- Чемпионат Украины по дзюдо 2012 года (до 81 кг) — ;
- Чемпионат Украины по дзюдо 2012 года (до 73 кг) — ;
- Чемпионат России по дзюдо 2014 года — ;